# Án mạng trên chuyến tàu tốc hành Phương Đông
Án mạng trên chuyến tàu tốc hành Phương Đông (tiếng Anh: Murder on the Orient Express) là một tiểu thuyết hình sự của nhà văn Agatha Christie được nhà xuất bản Collins Crime Club phát hành lần đầu tại Anh ngày 1 tháng 1 năm 1934. Tại Hoa Kỳ cuốn này được nhà xuất bản Dodd, Mead and Company phát hành lần đầu cũng vào năm 1934 dưới tựa đề Murder in the Calais Coach (Án mạng trên toa xe Calais). Tác phẩm nói về vụ án mạng kỳ lạ xảy ra trên chuyến tàu tốc hành Phương Đông chạy từ Istanbul về Calais mà thám tử Hercule Poirot tình cờ có mặt. Đây được coi là một trong những tiểu thuyết nổi tiếng nhất của Agatha Christie và nó đã hai lần được chuyển thể thành phim và một video game.

## Nhân vật
- Nạn nhân: Một hành khách trên toa Istanbul-Calais của chuyến tàu tốc hành phương Đông.
  - Samuel Edward Ratchett, một người Mỹ trung niên có vẻ ngoài của một nhà từ thiện nhưng ánh mắt lại bộc lộ sự dữ tợn và nguy hiểm.
- Nghi phạm: Bao gồm tất cả hành khách còn lại cùng toa Calais với Ratchett.
  - Hector Willard MacQueen, một thanh niên người Mỹ dong dỏng cao, thư ký và phiên dịch riêng của Ratchett.
  - Edward Henry Masterman, một người Anh luôn tỏ vẻ khó chịu với những người nước ngoài, người hầu của Ratchett.
  - Pierre Michel, một người Pháp trung niên hiền lành, trưởng toa Istanbul-Calais.
  - Mary Hermione Debenham, một phụ nữ trẻ người Anh có dáng vẻ cao, lạnh lùng, trở về nước sau khi kết thúc công việc gia sư ở Bagdad.
  - Đại tá Arbuthnot, một sĩ quan quân đội người Anh, trở về nước từ Ấn Độ.
  - Natalia Dragomiroff, một công nương người Nga đã có tuổi.
  - Hildegarde Schmidt, nữ hầu gái người Đức của công nương Dragomiroff, một phụ nữ ở tuổi trung niên có vẻ nhút nhát.
  - Rudolph Andrenyi, bá tước và nhà ngoại giao người Hungary, một người đàn ông đẹp trai, lịch thiệp với lối ăn mặc theo kiểu Anh.
  - Elena Andrenyi, phu nhân của bá tước, một phụ nữ trẻ có dáng vẻ xinh đẹp nhưng yếu đuối.
  - Greta Ohlsson, nữ truyền giáo người Thụy Điển, một phụ nữ trung niên luôn tỏ ra là một con chiên ngoan đạo đáng tin cậy.
  - Caroline Martha Hubbard, góa phụ người Mỹ trở về nước sau chuyến thăm con gái ở Trung Đông, một phụ nữ lẩm cẩm nói chuyện luôn mồm về con gái.
  - Antonio Foscarelli, nhà kinh doanh xe hơi người Ý nhưng đã ở Mỹ lâu năm, một người đàn ông trung niên có nước da ngăm đen và dáng vóc to lớn, luôn tỏ ra vồn vã trong các cuộc nói chuyện.
  - Cyrus Bethman Hardman, nhà buôn người Mỹ nhưng thực tế là một thám tử tư lên tàu điều tra theo đề nghị của Ratchett.
- Nhóm điều tra:
  - Hercule Poirot, thám tử người Bỉ, luôn làm người khác ấn tượng bởi bộ ria mép lớn và chiếc áo khoác lù xù để chống lạnh
  - Ngài Bouc, giám đốc công ty điều hành tàu Phương Đông, bạn của thám tử Poirot, người đã sắp xếp cho thám tử một chỗ trên toa Istanbul-Calais (vốn không nhận thêm khách)
  - Bác sĩ Constantine, bác sĩ, hành khách cùng phòng với ngài Bouc
- Vị trí hành khách trên toa:

|          |        | Hành lang   |               |                 |                 |                 |                          |               |                |                            |            |             |           |          |
| Toa khác | Michel | 16. Hardman | 15. Arbuthnot | 14. Dragomiroff | 13. R. Andrenyi | 12. E. Andrenyi | 11. Debenham 10. Ohlsson | 9. 8. Schmidt | 7. 6. MacQueen | 5. Foscarelli 4. Masterman | 3. Hubbard | 2. Ratchett | 1. Poirot | Toa khác |

## Nội dung
- Lưu ý có tiết lộ gần hết nội dung:

Sau khi hoàn thành một vụ án ở Syria, Hercule Poirot đáp chuyến tàu đến Istanbul với ý định thăm thành phố này vài ngày trước khi quay về châu Âu. Trên chuyến tàu vắng khách Poirot để ý tới quan hệ kỳ lạ giữa một phụ nữ trẻ người Anh, cô Mary Hermione Debenham, với viên sĩ quan Arbuthnot, hai người luôn tỏ vẻ không quen biết nhưng thám tử lại cảm thấy họ có quan hệ rất gắn bó. Khi tàu phải ngừng lại vài phút vì trục trặc kỹ thuật, Poirot nhận thấy cô Debenham bất chợt tỏ ra bồn chồn vì sợ lỡ chuyến tàu tốc hành phương Đông ở Istanbul, một điều trái với vẻ ngoài phớt Ăng-lê của cô.
Tại Istanbul khi đến khách sạn Hercule Poirot nhận được thư báo phải trở về Anh gấp. Tại đây ông cũng gặp Samuel Edward Ratchett, một người Mỹ trung niên có vẻ ngoài của một nhà từ thiện nhưng ánh mắt lại bộc lộ sự dữ tợn và nguy hiểm, cùng hai phụ tá của ông ta là Hector Willard MacQueen và Edward Henry Masterman. Rắc rối xảy ra khi Poirot được thông báo rằng chuyến tàu tốc hành Phương Đông đã kín chỗ, một điều bất thường vào thời điểm này của năm. Tuy nhiên cuối cùng viên thám tử cũng có một chỗ trên toa Istanbul-Calais nhờ sự sắp xếp của người bạn là ông Bouc, giám đốc công ty điều hành tàu Phương Đông. Trong đêm đầu tiên Poirot nằm cùng khoang hạng 2 với MacQueen, từ đêm thứ hai ông Bouc nhường cho viên thám tử khoang hạng nhất cùng toa của mình để chuyển sang một khoang khác với bác sĩ Constantine.
Nửa đêm ngày thứ hai của chuyến hành trình ba ngày, tàu bị nghẽn lại ở gần Belgrade vì tuyết rơi quá dày. Đến sáng hôm sau khi mọi người tỉnh giấc thì ông Ratchett được phát hiện đã chết với 12 nhát dao đâm. Một nhóm điều tra nhanh chóng được ông Bouc thành lập gồm thám tử Poirot, viên bác sĩ Constantine cùng chính ông giám đốc. Trong khi khám nghiệm tử thi và hiện trường, nhóm điều tra phát hiện ra những điểm kỳ lạ đầu tiên của vụ giết người, đó là 12 nhát dao được đâm một cách hoàn toàn khác nhau, chứng tỏ phải có ít nhất hai hung thủ tham gia vụ án, giả thuyết này được củng cố bởi một chiếc khăn tay thêu chữ H và một chiếc thông điếu bị đánh rơi tại hiện trường. Trong lúc xảy ra án mạng phòng của ông Ratchett cũng được khóa kỹ cả cửa chính (thông ra hành lang) và cửa ngách (thông với phòng bên cạnh), tuy cửa sổ khoang mở tung nhưng rõ ràng trên mặt tuyết không có dấu chân chứng tỏ thủ phạm đã không sử dụng lối thoát này. Cũng từ hiện trường vụ án, thám tử Poirot phát hiện ra danh tính thật của Ratchett, đó là một tên tội phạm khét tiếng người Mỹ có tên Cassetti, tên này đã từng bắt cóc nhiều trẻ em để tống tiền, trong đó gây chấn động dư luận nhất là vụ hắn bắt cóc và giết hại cô bé 3 tuổi Daisy Armstrong, cái chết Daisy đã khiến mẹ cô bé, Sonia Armstrong đẻ non và qua đời trên bàn mổ cùng với đứa con mới sinh. Chồng của Sonia, đại tá Armstrong vì quá đau khổ cũng tự tử. Quá trình điều tra của cảnh sát còn khiến người hầu gái của nhà Amstrong là Susanne, tự tử vì bị nghi ngờ có dính líu đến bọn tội phạm, về sau cô hầu gái được chứng minh là vô tội. Sonia Armstrong là con gái của Linda Arden, một nữ minh tinh nổi tiếng của điện ảnh và sân khấu Mỹ với những vai bi kịch.
Sau khi thẩm vấn mọi hành khách cùng toa cũng như khám xét hành lý từng người, thám tử Poirot kết nối các tình tiết và chợt phát hiện ra rằng cả 12 hành khách, kể cả người trưởng toa Pierre Michel, thoạt tưởng không có quan hệ với nhau hoặc với nạn nhân Ratchett nhưng thực tế đã đều nói dối về lai lịch của mình, họ đều là những nhân vật có liên quan mật thiết đến gia đình Armstrong:
- Cha của MacQueen là công tố viên thụ lý vụ Armstrong, rất mến mộ Sonia Armstrong.
- Masterman là lính phục dịch cho đại tá Armstrong trong chiến tranh và sau đó là người giúp việc cho nhà Armstrong ở New York.
- Pierre Michel là cha của Susanne, cô hầu gái đã tự tử sau vụ án.
- Mary Debenham là nữ gia sư của nhà Armstrong.
- Đại tá Arbuthnot là bạn thân nhất của đại tá Armstrong và từng được ông cứu sống trong chiến tranh.
- Công nương Dragomiroff là mẹ đỡ đầu của cô Sonia Armstrong, bạn của Linda Arden.
- Elena Andrenyi, tên thật là Helena Andrenyi (chữ H bị cố tình tẩy đi trong hộ chiếu), là em gái của Sonia Armstrong.
- Hildegarde Schmidt là đầu bếp của nhà Armstrong.
- Caroline Hubbard chính là nữ minh tinh Linda Arden, mẹ của Sonia và Helena.
- Foscarelli là lái xe của nhà Armstrong.
- Hardman là người yêu của Susanne.
- Greta Ohlsson là nhũ mẫu của Daisy Armstrong.

Từ các suy đoán của mình, thám tử Poirot đưa ra hai giả thiết về vụ án mạng. Giả thiết thứ nhất cho rằng tên tội phạm đã thoát khỏi tàu khi nó phải dừng lại vì tuyết lở. Giả thiết thứ hai cho rằng 11 hành khách (trừ nữ bá tước Elena Andrenyi) cùng viên trưởng toa Pierre Michel đều tham gia vụ sát hại Ratchett với vai trò của 12 hội thẩm viên "thực thi công lý". 12 người đã thay nhau mỗi người đâm Ratchett một nhát dao, đồng thời tạo chứng cớ ngoại phạm cho nhau và khai lời khai giả khiến vụ án trở nên mơ hồ khó hiểu. Poirot đồng ý cho ông Bouc và bác sĩ Constantine lựa chọn giả thiết để cung cấp lời khai cho cảnh sát Nam Tư, cả hai đều lựa chọn giả thiết thứ nhất, vụ án kết thúc.

## Chuyển thể khác
Án mạng trên chuyến tàu tốc hành Phương Đông đã hai lần được chuyển thể thành phim. Năm 1974 đạo diễn Sidney Lumet thực hiện bộ phim cùng tên với dàn diễn viên toàn sao, thủ vai Poirot là Albert Finney, Lauren Bacall vào vai bà Hubbard, Sean Connery vào vai đại tá Arbuthnot còn Ingrid Bergman vào vai Greta Ohlsson. Bộ phim này được đánh giá là chuyển thể điện ảnh xuất sắc nhất từ tác phẩm của Agatha Christie, Ingrid Bergman cũng nhận được giải Oscar thứ ba cho vai diễn Greta Ohlsson. Năm 2001 Án mạng trên chuyến tàu tốc hành Phương Đông được chuyển thể thành phim truyền hình với Alfred Molina vào vai Poirot.
Năm 2017, một phiên bản điện ảnh với kinh phí lớn được ra mắt do đạo diễn Kenneth Branagh dàn dựng. Bộ phim quy tụ rất nhiều ngôi sao lớn như Johnny Depp (đóng vai Ratchett), Judi Dench (Dragomiroff), Michelle Pfeifrer (Hubbard), Penelope Cruz (Pilar Estravados). Đạo diễn Kenneth Branagh cũng tự mình đóng vai thám tử Hercule Poirot trong bản phim này.
Án mạng trên chuyến tàu tốc hành Phương Đông cũng được AWE Games phát triển thành 1 video game phiêu lưu trinh thám. Trò chơi được The Adventure Company phát hành trên PC vào 21/11/2006.Trong game người chơi đóng vai cô gái Antoinette Marceau thay vào vị trí nhân vật ông Marcel Bouc trong truyện.